# Cyrtodactylus russelli
Cyrtodactylus russelli är en ödleart som beskrevs av  Bauer 2003. Cyrtodactylus russelli ingår i släktet Cyrtodactylus och familjen geckoödlor. Inga underarter finns listade i Catalogue of Life.